# Kabinett Van Agt II

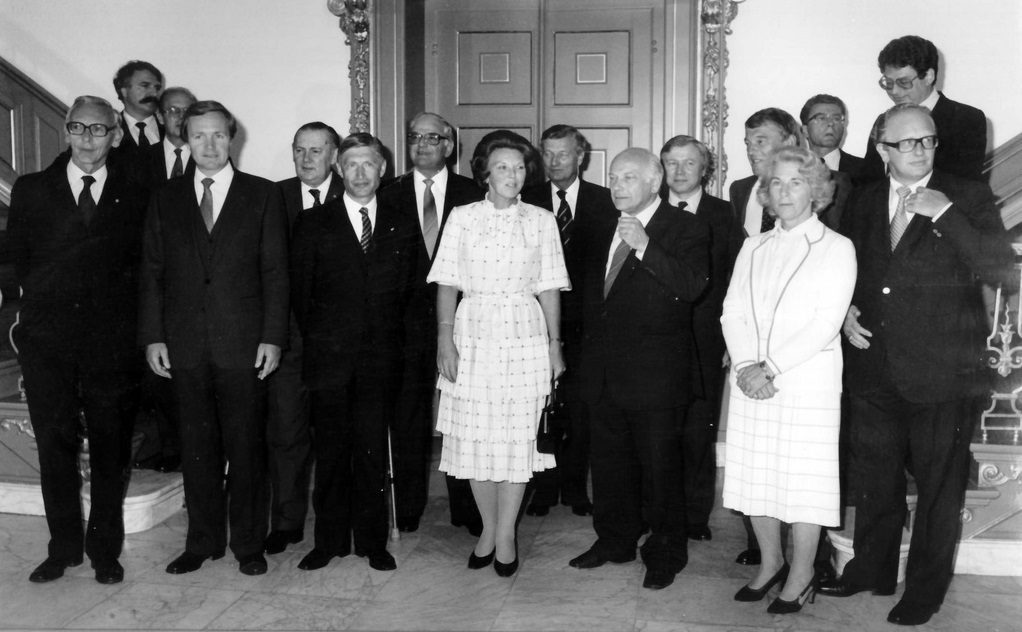
Kabinett Van Agt II

Das Zweite Kabinett Van Agt bildete vom 11. September 1981 bis 29. Mai 1982 die Regierung der Niederlande. Es war eine Koalition aus dem christdemokratischen CDA, der sozialdemokratischen PvdA und der sozialliberalen Partei D66.

## Zusammensetzung
Das Kabinett bestand aus 15 Ministern und 17 Staatssekretären.

### Minister
| Geschäftsbereich/Amt                                                                                  | Minister                 | Partei |
| --- | ------------------------ | ------ |
| allgemeine Angelegenheiten Ministerpräsident                                                          | Dries van Agt            | CDA    |
| Soziales und Arbeit Angelegenheiten der niederländischen Antillen stellvertretender Ministerpräsident | Joop den Uyl             | PvdA   |
| Wirtschaft stellvertretender Ministerpräsident                                                        | Jan Terlouw              | D66    |
| Äußeres                                                                                               | Max van der Stoel        | PvdA   |
| Justiz                                                                                                | Job de Ruiter            | CDA    |
| Inneres                                                                                               | Ed van Thijn             | PvdA   |
| Bildung und Wissenschaft                                                                              | Jos van Kemenade         | PvdA   |
| Finanzen                                                                                              | Fons van der Stee        | CDA    |
| Verteidigung                                                                                          | Hans van Mierlo          | D66    |
| Wohnungswesen und Raumordnung                                                                         | Marcel van Dam           | PvdA   |
| Verkehr und Wasserwirtschaft                                                                          | Henk Zeevalking          | D66    |
| Landwirtschaft und Fischerei                                                                          | Jan de Koning            | CDA    |
| Kultur, Freizeitgestaltung und Fürsorge                                                               | André van der Louw       | PvdA   |
| Gesundheit und Umwelt                                                                                 | Til Gardeniers-Berendsen | CDA    |
| Entwicklungszusammenarbeit                                                                            | Kees van Dijk            | CDA    |

### Staatssekretäre
| Geschäftsbereich                        | Staatssekretär                            | Partei |
| --------------------------------------- | ----------------------------------------- | ------ |
| Äußeres                                 | Hans van den Broek                        | CDA    |
| Inneres                                 | Saskia Stuiveling                         | PvdA   |
| Inneres                                 | Gerard van Leijenhorst                    | CDA    |
| Justiz                                  | Michiel Scheltema                         | D66    |
| Bildung und Wissenschaft                | Wim Deetman                               | CDA    |
| Bildung und Wissenschaft                | Ad Hermes                                 | CDA    |
| Finanzen                                | Hans Kombrink                             | PvdA   |
| Verteidigung                            | Bram Stemerdink                           | PvdA   |
| Verteidigung                            | Jan van Houwelingen ab 14. September 1981 | CDA    |
| Wohnungswesen und Raumordnung           | Siepie de Jong                            | PvdA   |
| Verkehr und Wasserwirtschaft            | Jaap van der Doef                         | PvdA   |
| Wirtschaft                              | Wim Dik                                   | D66    |
| Wirtschaft                              | Piet van Zeil                             | CDA    |
| Soziales und Arbeit                     | Hedy d’Ancona                             | PvdA   |
| Soziales und Arbeit                     | Ien Dales                                 | PvdA   |
| Kultur, Freizeitgestaltung und Fürsorge | Hans de Boer                              | CDA    |
| Gesundheit und Umwelt                   | Ineke Lambers-Hacquebard                  | D66    |